# La Chapelle-Basse-Mer
La Chapelle-Basse-Mer là một xã thuộc tỉnh Loire-Atlantique, trong vùng Pays de la Loire ở phía tây nước Pháp. Xã này nằm ở khu vực có độ cao từ 1-79 mét trên mực nước biển. Theo điều tra dân số năm 2019 của INSEE, xã có dân số 5,656 người.